# Ildikó Pándyová
Ildikó Pándyová (* 24. ledna 1949) byla československá politička ze Slovenska maďarské národnosti a bezpartijní poslankyně Sněmovny národů Federálního shromáždění za normalizace.

## Biografie
K roku 1971 se profesně uvádí jako dětská zdravotní sestra. Ve volbách roku 1971 zasedla do slovenské části Sněmovny národů (volební obvod č. 148 - Kráľovský Chlmec, Východoslovenský kraj).Ve FS setrvala do konce funkčního období, tedy do voleb roku 1976.